# The Dome
The Dome är en bergstopp i Antarktis. Den ligger i Östantarktis. Nya Zeeland gör anspråk på området. Toppen på The Dome är 2 860 meter över havet.
Terrängen runt The Dome är kuperad. Trakten är obefolkad. Det finns inga samhällen i närheten.